# Rezerwat przyrody Żurawie Chrusty
Rezerwat przyrody Żurawie Chrusty – torfowiskowy rezerwat przyrody na Pojezierzu Kaszubskim na obszarze Kaszubskiego Parku Krajobrazowego w południowej części kompleksu Lasów Mirachowskich, na obrzeżach wsi Mojuszewska Huta w gminie Sierakowice. Został utworzony na mocy zarządzenia Ministra Ochrony Środowiska, Zasobów Naturalnych i Leśnictwa z 26 listopada 1990 roku. Zajmuje powierzchnię 21,82 ha.
W centrum rezerwatu znajduje się niewielkie (0,76 ha) jezioro dystroficzne, którego brzegi otacza roślinność torfowiskowa tworząca naturalne strefy: od zbiorowiska z turzycą bagienną na skraju otwartej wody, poprzez pło mszarne, mszar czerwony i dolinkowy, do początkowych postaci boru bagiennego.
Na terenie rezerwatu stwierdzono obecność zaledwie 30 gatunków roślin naczyniowych, a także ponad 20 gatunków mszaków i porostów. Cztery gatunki roślin podlegają ochronie ścisłej: bagno zwyczajne, rosiczka okrągłolistna, widłak goździsty i widłak jałowcowaty, natomiast ochroną częściową objęte są dwa gatunki: grążel żółty i kruszyna pospolita.
Jest to również miejsce odpoczynku i żerowania ptaków błotnych i wodnych (m.in. ostoja żurawia).